# Paru Itagaki
Paru Itagaki (jap. 板垣 巴留 Itagaki Paru; ur. 9 września 1993 w Tokio) – japońska mangaka, znana przede wszystkim z serii Beastars, za którą otrzymała szereg nagród. Jest córką mangaki Keisuke Itagakiego.

## Biografia
Paru Itagaki zaczęła malować w przedszkolu, a mangę zaczęła rysować w drugiej klasie szkoły podstawowej. Jako nastolatka stworzyła postać Legoshiego, antropomorficznego wilka, który później pojawił się w jej mandze Beastars. Jako swoje wczesne inspiracje wymienia filmy Disneya oraz artystów Nicolasa de Crécy i Egona Schiele.
Później uczęszczała na Uniwersytet Artystyczny Musashino, gdzie studiowała produkcję filmową. Podczas studiów nadal hobbystycznie zajmowała się mangą, tworząc dōjinshi, które potem sprzedawała na konwentach. Po tym, jak nie mogła znaleźć pracy w branży filmowej, Itagaki przedstawiła swoje dōjinshi redaktorom wydawnictwa Akita Shoten. W rezultacie, w 2016 roku na łamach magazynu Shūkan Shōnen Champion, zaczęto publikować jej zbiór opowiadań zatytułowany Beast Complex. W tym samym roku Itagaki rozpoczęła publikację docenionej przez krytyków i odnoszącej komercyjne sukcesy serii Beastars, która była wydawana w tym samym czasopiśmie.
We wrześniu 2019 Itagaki rozpoczęła pracę nad autobiograficzna mangą Paruno Graffiti, która ukazywała się na łamach Kiss. W 2021 roku autorka zaczęła tworzyć kolejną mangę zatytułowaną Sanda, której pierwszy rozdział opublikowano w 34. numerze Shūkan Shōnen Champion, wydanym 21 lipca.

## Życie osobiste
Itagaki bardzo chroni swoje życie prywatne i nosi maskę kurczaka, aby ukryć twarz podczas wszystkich wystąpień publicznych. W 2018 roku japońskie tabloidy doniosły, że Itagaki jest córką Keisuke Itagakiego, twórcy serii Grappler Baki. Itagaki potwierdziła te doniesienia we wspólnym wywiadzie z ojcem w wydaniu Shūkan Shōnen Champion z września 2019, stwierdzając, że nie chciała ujawniać swojego pochodzenia, dopóki nie ugruntuje swojej pozycji w branży mangowej, aby uniknąć oskarżeń o nepotyzm.
24 września 2023 Itakagi ogłosiła, że wyszła za mąż.

## Twórczość

### Manga
- Beast Complex (jap. ビーストコンプレックス Bīsuto konpurekkusu) (2016–2019; od 2021)[11][12][13]
- Beastars (2016–2020)[14]
- Paruno Graffiti (jap. パルノグラフィティ) (2019–2020)[6][15]
- Bota bota (jap. ボタボタ) (2020–2021)[16][17]
- Sanda (2021–2024)[7][18]

### One-shoty
- Shiro hige to boin (jap. 白ヒゲとボイン) (2018)[19]
- Manga men (jap. マンガ麺) (2019)[20]

## Nagrody i nominacje
| Rok  | Nagroda                             | Kategoria                                                        | Nominacja | Rezultat   | Źródło |
| ---- | ----------------------------------- | ---------------------------------------------------------------- | --------- | ---------- | ------ |
| 2018 | Kono manga ga sugoi!                | Czytelnicy płci męskiej                                          | Beastars  | 2. miejsce | [ 21 ] |
| 2018 | Japan Media Arts Festival Award     | Nagroda dla nowej twarzy                                         | Beastars  | Wygrana    | [ 22 ] |
| 2018 | Manga Taishō                        | Nagroda główna                                                   | Beastars  | Wygrana    | [ 23 ] |
| 2018 | Nagroda Kulturalna im. Osamu Tezuki | Nagroda dla debiutanta                                           | Beastars  | Wygrana    | [ 24 ] |
| 2018 | Nagroda Kōdansha Manga              | Najlepsza shōnen-manga                                           | Beastars  | Wygrana    | [ 25 ] |
| 2020 | Nagroda Eisnera                     | Najlepsze amerykańskie wydanie materiału międzynarodowego – Azja | Beastars  | Nominacja  | [ 26 ] |
| 2022 | Nagroda Seiun                       | Najlepszy komiks                                                 | Beastars  | Nominacja  | [ 27 ] |